# Euroformula-Open-Saison 2024
Die Euroformula-Open-Saison 2024 war die 23. Saison der Euroformula Open und die zehnte, welche unter diesem Namen ausgetragen wurde. Es gab 24 Rennen, die Meisterschaft begann am 27. April in Portimão und endete am 20. Oktober in Monza. Brad Benavides gewann den Meistertitel der Fahrer.

## Teams und Fahrer
Alle Teams und Fahrer verwendeten das Dallara-Chassis  320 sowie Reifen von Hankook und ab der zweiten Saisonhälfte Pirelli.
| Bild | Team          | Motor         | Auto # | Fahrer               | Status | Rennwochenende | Quelle |
| --- | ------------- | ------------- | ------ | -------------------- | ------ | -------------- | ------ |
| Team Motopark | Team Motopark | Volkswagen    | 04     | Cenyu Han            |        | 1              |        |
| Team Motopark | Team Motopark | Volkswagen    | 07     | Lorenzo Fluxá        |        | 1              |        |
| Team Motopark | Team Motopark | Volkswagen    | 011    | Levente Révész       |        | 1–6            |        |
| Team Motopark | Team Motopark | Volkswagen    | 011    | Ricardo Escotto      | R      | 7              |        |
| Team Motopark | Team Motopark | Volkswagen    | 021    | Yevan David          | R G    | 8              |        |
| Team Motopark | Team Motopark | Volkswagen    | 023    | Michael Shin         |        | 2–4, 6         |        |
| Team Motopark | Team Motopark | Volkswagen    | 026    | Jakob Bergmeister    |        | 1–5, 8         |        |
| Team Motopark | Team Motopark | Volkswagen    | 037    | Vladislav Ryabov     | R      | 7–8            |        |
| Team Motopark | Team Motopark | Volkswagen    | 039    | Gerrard Xie          |        | 3              |        |
| Team Motopark | Team Motopark | Volkswagen    | 041    | Fernando Barrichello | R      | Alle           |        |
| Team Motopark | Team Motopark | Volkswagen    | 066    | Enzo Richer          | R      | 5              |        |
| Team Motopark | Team Motopark | Volkswagen    | 071    | Brad Benavides       |        | Alle           |        |
| Team Motopark | Team Motopark | Volkswagen    | 095    | Edward Pearson       |        | 6–7            |        |
| Team Motopark | Team Motopark | Volkswagen    | 099    | José Garfias         |        | 6–8            |        |
| Bild gesucht Die Wikipedia wünscht sich an dieser Stelle ein Bild. Falls du dabei helfen möchtest, erklärt die Anleitung , wie das geht. | STKMelnik     | Mercedes-Benz | 065    | Roman Roubícek       | G      | 6              |        |
| Bild gesucht Die Wikipedia wünscht sich an dieser Stelle ein Bild. Falls du dabei helfen möchtest, erklärt die Anleitung , wie das geht. | STKMelnik     | Mercedes-Benz | 065    | Roman Roubícek       | G      | 8              |        |
| BVM Racing | BVM Racing    | Volkswagen    | 084    | Francesco Simonazzi  |        | Alle           |        |
| NV Racing | NV Racing     | Volkswagen    | 212    | Paolo Brajnik        | G      | Alle           |        |

## Rennkalender
Der provisorische Rennkalender wurde am 24. August 2023 veröffentlicht. Am 23. September 2023 wurde der Kalender nochmals überarbeitet, als achtes Rennwochenende wurde Hockenheim aufgenommen.
Es gab acht Veranstaltungen auf acht Strecken in achtLändern zu je drei Rennen. Im Vergleich zum Vorjahr flog Scarperia e San Piero raus, neu hinzu kam Hockenheim.
| Nr. | Datum         | Rennstrecke                                      | Sieger               | Zweiter              | Dritter              | Pole-Position       | Schnellste Rennrunde | Rookie-Sieger        | Gold-Cup-Sieger |
| --- | ------------- | ------------------------------------------------ | -------------------- | -------------------- | -------------------- | ------------------- | -------------------- | -------------------- | --------------- |
| 01. | 27. April     | Autódromo Internacional do Algarve (Portimão)    | Francesco Simonazzi  | Brad Benavides       | Lorenzo Fluxá        | Francesco Simonazzi | Lorenzo Fluxá        | Fernando Barrichello |                 |
| 02. | 28. April     | Autódromo Internacional do Algarve (Portimão)    | Brad Benavides       | Lorenzo Fluxá        | Francesco Simonazzi  |                     | Levente Révész       | Fernando Barrichello |                 |
| 03. | 28. April     | Autódromo Internacional do Algarve (Portimão)    | Lorenzo Fluxá        | Brad Benavides       | Francesco Simonazzi  |                     | Brad Benavides       | Fernando Barrichello |                 |
| 04. | 11. Mai       | Hockenheimring (Hockenheim)                      | Brad Benavides       | Levente Révész       | Jakob Bergmeister    | Brad Benavides      | Brad Benavides       | Fernando Barrichello |                 |
| 05. | 11. Mai       | Hockenheimring (Hockenheim)                      | Francesco Simonazzi  | Brad Benavides       | Jakob Bergmeister    |                     | Brad Benavides       | Fernando Barrichello | Paolo Brajnik   |
| 06. | 12. Mai       | Hockenheimring (Hockenheim)                      | Michael Shin         | Francesco Simonazzi  | Levente Révész       |                     | Michael Shin         | Fernando Barrichello |                 |
| 07. | 25. Mai       | Circuit de Spa-Francorchamps (Spa-Francorchamps) | Brad Benavides       | Jakob Bergmeister    | Levente Révész       | Francesco Simonazzi | Levente Révész       | Fernando Barrichello | Paolo Brajnik   |
| 08. | 26. Mai       | Circuit de Spa-Francorchamps (Spa-Francorchamps) | Brad Benavides       | Jakob Bergmeister    | Michael Shin         |                     | Francesco Simonazzi  | Fernando Barrichello | Paolo Brajnik   |
| 09. | 26. Mai       | Circuit de Spa-Francorchamps (Spa-Francorchamps) | Gerrard Xie          | Michael Shin         | Brad Benavides       |                     | Gerrard Xie          | Fernando Barrichello |                 |
| 10. | 22. Juni      | Hungaroring (Mogyoród)                           | Brad Benavides       | Michael Shin         | Levente Révész       | Michael Shin        | Brad Benavides       | Fernando Barrichello |                 |
| 11. | 23. Juni      | Hungaroring (Mogyoród)                           | Francesco Simonazzi  | Jakob Bergmeister    | Brad Benavides       |                     | Francesco Simonazzi  | Fernando Barrichello |                 |
| 12. | 23. Juni      | Hungaroring (Mogyoród)                           | Francesco Simonazzi  | Brad Benavides       | Fernando Barrichello |                     | Francesco Simonazzi  | Fernando Barrichello |                 |
| 13. | 20. Juli      | Circuit Paul Ricard (Le Castellet)               | Jakob Bergmeister    | Levente Révész       | Brad Benavides       | Brad Benavides      | Brad Benavides       | Fernando Barrichello | Paolo Brajnik   |
| 14. | 21. Juli      | Circuit Paul Ricard (Le Castellet)               | Brad Benavides       | Levente Révész       | Francesco Simonazzi  |                     | Brad Benavides       | Fernando Barrichello |                 |
| 15. | 21. Juli      | Circuit Paul Ricard (Le Castellet)               | Levente Révész       | Brad Benavides       | Fernando Barrichello |                     | Brad Benavides       | Fernando Barrichello |                 |
| 16. | 14. September | Red Bull Ring (Spielberg)                        | Brad Benavides       | Edward Pearson       | Levente Révész       | José Garfias        | Brad Benavides       | Fernando Barrichello |                 |
| 17. | 15. September | Red Bull Ring (Spielberg)                        | Fernando Barrichello | Michael Shin         | Francesco Simonazzi  |                     | José Garfias         | Fernando Barrichello |                 |
| 18. | 15. September | Red Bull Ring (Spielberg)                        | Michael Shin         | Brad Benavides       | Francesco Simonazzi  |                     | Francesco Simonazzi  | Fernando Barrichello |                 |
| 19. | 28. September | Circuit de Barcelona-Catalunya (Montmeló)        | Brad Benavides       | José Garfias         | Edward Pearson       | Brad Benavides      | Brad Benavides       | Fernando Barrichello |                 |
| 20. | 29. September | Circuit de Barcelona-Catalunya (Montmeló)        | Francesco Simonazzi  | Fernando Barrichello | Brad Benavides       |                     | Francesco Simonazzi  | Fernando Barrichello |                 |
| 21. | 29. September | Circuit de Barcelona-Catalunya (Montmeló)        | Vladislav Ryabov     | Edward Pearson       | José Garfias         |                     | Edward Pearson       | Vladislav Ryabov     |                 |
| 22. | 19. Oktober   | Autodromo Nazionale di Monza (Monza)             | Francesco Simonazzi  | José Garfias         | Fernando Barrichello | Brad Benavides      | Francesco Simonazzi  | Yevan David          | Roman Roubícek  |
| 23. | 20. Oktober   | Autodromo Nazionale di Monza (Monza)             | Brad Benavides       | José Garfias         | Vladislav Ryabov     |                     | Brad Benavides       | Yevan David          | Roman Roubícek  |
| 24. | 20. Oktober   | Autodromo Nazionale di Monza (Monza)             | Fernando Barrichello | Jakob Bergmeister    | Brad Benavides       |                     | Fernando Barrichello | Yevan David          | Roman Roubícek  |

## Wertungen

### Punktesystem
Bei jedem Rennen bekamen die ersten zehn des Rennens 25, 18, 15, 12, 10, 8, 6, 4, 2 bzw. 1 Punkt(e). Es gab einen Punkt für die Pole-Position und die schnellste Rennrunde. In der Teamwertung wurden jeweils die besten zwei Fahrer pro Rennen gewertet, das Punkteformat war für die ersten fünf Plätze 10, 8, 6, 4 bzw. 3 Punkte. In der Fahrerwertung wurden nur die besten 21 Ergebnisse gewertet (Streichergebnis).
| Punkteverteilung | Punkteverteilung | Punkteverteilung | Punkteverteilung | Punkteverteilung | Punkteverteilung | Punkteverteilung | Punkteverteilung | Punkteverteilung | Punkteverteilung | Punkteverteilung | Punkteverteilung | Punkteverteilung | Punkteverteilung |
| ---------------- | ---------------- | ---------------- | ---------------- | ---------------- | ---------------- | ---------------- | ---------------- | ---------------- | ---------------- | ---------------- | ---------------- | ---------------- | ---------------- |
| Platz            | 1                | 2                | 3                | 4                | 5                | 6                | 7                | 8                | 9                | 10               | PP               | SR               |                  |
| Fahrer           | 25               | 18               | 15               | 12               | 10               | 8                | 6                | 4                | 2                | 1                | 1                | 1                |                  |
| Rookie           | 10               | 8                | 6                | 4                | 3                | 0                | 0                | 0                | 0                | 0                | –                | –                |                  |
| Team             | 10               | 8                | 6                | 4                | 3                | 0                | 0                | 0                | 0                | 0                | –                | –                |                  |

### Fahrerwertung
| Pos.                                      | Fahrer               | ALG  | ALG  | ALG  | HOC | HOC | HOC | SPA | SPA | SPA   | HUN | HUN | HUN | LEC | LEC | LEC | RBR | RBR | RBR | CAT | CAT | CAT | MNZ | MNZ   | MNZ | Punkte |
| Pos.                                      | Fahrer               | R1   | R2   | R3   | R1  | R2  | R3  | R1  | R2  | R3    | R1  | R2  | R3  | R1  | R2  | R3  | R1  | R2  | R3  | R1  | R2  | R3  | R1  | R2    | R3  | Punkte |
| ----------------------------------------- | -------------------- | ---- | ---- | ---- | --- | --- | --- | --- | --- | ----- | --- | --- | --- | --- | --- | --- | --- | --- | --- | --- | --- | --- | --- | ----- | --- | ------ |
| 01                                        | Brad Benavides       | 2    | 1    | 2    | 1   | 2   | (5) | 1   | 1   | 3     | 1   | 3   | 2   | 3   | 1   | 2   | 1   | (5) | 2   | 1   | 3   | (5) | 6   | 1     | 4   | 431    |
| 02                                        | Francesco Simonazzi  | 1    | 3    | 3    | (6) | 1   | 2   | 4   | 5   | (DNS) | 6   | 1   | 1   | 5   | 3   | 4   | 4   | 3   | 3   | 5   | 1   | 6   | 2   | (DNF) | 5   | 345    |
| 03                                        | Fernando Barrichello | (6)  | (6)  | 4    | 5   | (6) | 6   | 6   | 6   | 6     | 4   | 5   | 3   | 4   | 4   | 3   | 6   | 1   | 6   | 4   | 2   | 4   | 4   | 6     | 2   | 264    |
| 04                                        | Jakob Bergmeister    | 5    | 5    | 5    | 3   | 3   | 4   | 2   | 2   | 4     | 5   | 2   | 6   | 1   | 5   | 5   |     |     |     |     |     |     | 5   | 5     | 3   | 243    |
| 05                                        | Levente Révész       | 4    | 4    | DNF  | 2   | 4   | 3   | 3   | 4   | 5     | 3   | 6   | 5   | 2   | 2   | 1   | 3   | 4   | 7   |     |     |     |     |       |     | 236    |
| 06                                        | Michael Shin         |      |      |      | 4   | 5   | 1   | 5   | 3   | 2     | 2   | 4   | 4   |     |     |     | 5   | 2   | 1   |     |     |     |     |       |     | 187    |
| 07                                        | José Garfias         |      |      |      |     |     |     |     |     |       |     |     |     |     |     |     | DNF | 6   | 4   | 2   | 6   | 3   | 3   | 2     | DNF | 99     |
| 08                                        | Edward Pearson       |      |      |      |     |     |     |     |     |       |     |     |     |     |     |     | 2   | 7   | 5   | 3   | 4   | 2   |     |       |     | 80     |
| 09                                        | Lorenzo Fluxá        | 3    | 2    | 1    |     |     |     |     |     |       |     |     |     |     |     |     |     |     |     |     |     |     |     |       |     | 59     |
| 10                                        | Vladislav Ryabov     |      |      |      |     |     |     |     |     |       |     |     |     |     |     |     |     |     |     | 6   | 5   | 1   | DNF | 4     | DNF | 58     |
| 11                                        | Gerrard Xie          |      |      |      |     |     |     | 7   | 8   | 1     |     |     |     |     |     |     |     |     |     |     |     |     |     |       |     | 36     |
| 12                                        | Paolo Brajnik        | (WD) | (WD) | (WD) | DNF | 7   | DNS | 8   | 7   | DNS   | WD  | WD  | WD  | 6   | DNF | DNS | DNF | DNS | DNS | WD  | WD  | WD  | WD  | WD    | WD  | 24     |
| 13                                        | Ricardo Escotto      |      |      |      |     |     |     |     |     |       |     |     |     |     |     |     |     |     |     | 7   | 7   | 7   |     |       |     | 18     |
| 14                                        | Enzo Richer          |      |      |      |     |     |     |     |     |       |     |     |     | DNF | 6   | 6   |     |     |     |     |     |     |     |       |     | 16     |
| —                                         | Cenyu Han            | WD   | WD   | WD   |     |     |     |     |     |       |     |     |     |     |     |     |     |     |     |     |     |     |     |       |     | —      |
| Nicht in der Fahrerwertung berücksichtigt |                      |      |      |      |     |     |     |     |     |       |     |     |     |     |     |     |     |     |     |     |     |     |     |       |     |        |
| NC                                        | Yevan David          |      |      |      |     |     |     |     |     |       |     |     |     |     |     |     |     |     |     |     |     |     | 1   | 3     | 1   | —      |
| NC                                        | Roman Roubícek       |      |      |      |     |     |     |     |     |       |     |     |     |     |     |     | WD  | WD  | WD  |     |     |     | 7   | 7     | 6   | —      |
| Pos.                                      | Fahrer               | R1   | R2   | R3   | R1  | R2  | R3  | R1  | R2  | R3    | R1  | R2  | R3  | R1  | R2  | R3  | R1  | R2  | R3  | R1  | R2  | R3  | R1  | R2    | R3  | Punkte |
| Pos.                                      | Fahrer               | ALG  | ALG  | ALG  | HOC | HOC | HOC | SPA | SPA | SPA   | HUN | HUN | HUN | LEC | LEC | LEC | RBR | RBR | RBR | CAT | CAT | CAT | MNZ | MNZ   | MNZ | Punkte |

| Legende       | Legende                        | Legende                                                              |
| Farbe         | Abkürzung                      | Bedeutung                                                            |
| ------------- | ------------------------------ | -------------------------------------------------------------------- |
| Gold          | –                              | Sieg                                                                 |
| Silber        | –                              | 2. Platz                                                             |
| Bronze        | –                              | 3. Platz                                                             |
| Grün          | –                              | 4. bis 10. Platz                                                     |
| Hellblau      | –                              | 10. Platz aufwärts (punktberechtigt)                                 |
| Blau          | –                              | Klassifiziert außerhalb der Punkteränge                              |
| Dunkelblau    | –                              | Klassifiziert innerhalb der Punkteränge aber keine Punktberechtigung |
| Violett       | DNF                            | Rennen nicht beendet (did not finish)                                |
| Violett       | NC                             | nicht klassifiziert (not classified)                                 |
| Rot           | DNQ                            | nicht qualifiziert (did not qualify)                                 |
| Rot           | DNPQ                           | in Vorqualifikation gescheitert (did not pre-qualify)                |
| Schwarz       | DSQ                            | disqualifiziert (disqualified)                                       |
| Weiß          | DNS                            | nicht am Start (did not start)                                       |
| Weiß          | WD                             | zurückgezogen (withdrawn)                                            |
| ohne          | PO                             | nur am Training teilgenommen (practiced only)                        |
| ohne          | DNP                            | nicht am Training teilgenommen (did not practice)                    |
| ohne          | INJ                            | verletzt oder krank (injured)                                        |
| ohne          | EX                             | ausgeschlossen (excluded)                                            |
| ohne          | DNA                            | nicht erschienen (did not arrive)                                    |
| ohne          | C                              | Rennen abgesagt (cancelled)                                          |
| ohne          | keine Teilnahme                |                                                                      |
| sonstige      | P/fett                         | Pole-Position                                                        |
| sonstige      | SR/kursiv                      | Schnellste Rennrunde                                                 |
| sonstige      | Q                              | Extrapunkte für Pole-Position                                        |
| sonstige      | X                              | Extrapunkte für gewonnene Positionen                                 |
| sonstige      | *                              | nicht im Ziel, aufgrund der zurückgelegten Distanz aber gewertet     |
| sonstige      | ()                             | Streichresultate                                                     |
| unterstrichen | Führender in der Gesamtwertung |                                                                      |

### Rookiewertung
| Pos.                                      | Fahrer               | ALG | ALG | ALG | HOC | HOC | HOC | SPA | SPA | SPA | HUN | HUN | HUN | LEC | LEC | LEC | RBR | RBR | RBR | CAT | CAT | CAT | MNZ | MNZ | MNZ | Punkte |
| Pos.                                      | Fahrer               | R1  | R2  | R3  | R1  | R2  | R3  | R1  | R2  | R3  | R1  | R2  | R3  | R1  | R2  | R3  | R1  | R2  | R3  | R1  | R2  | R3  | R1  | R2  | R3  | Punkte |
| ----------------------------------------- | -------------------- | --- | --- | --- | --- | --- | --- | --- | --- | --- | --- | --- | --- | --- | --- | --- | --- | --- | --- | --- | --- | --- | --- | --- | --- | ------ |
| 1                                         | Fernando Barrichello | 1   | 1   | 1   | 1   | 1   | 1   | 1   | 1   | 1   | 1   | 1   | 1   | 1   | 1   | 1   | 1   | 1   | 1   | 1   | 1   | 2   | 2   | 3   | 2   | 236    |
| 2                                         | Vladislav Ryabov     |     |     |     |     |     |     |     |     |     |     |     |     |     |     |     |     |     |     | 2   | 2   | 1   | DNF | 2   | DNF | 34     |
| 3                                         | Ricardo Escotto      |     |     |     |     |     |     |     |     |     |     |     |     |     |     |     |     |     |     | 3   | 3   | 3   |     |     |     | 18     |
| 4                                         | Enzo Richer          |     |     |     |     |     |     |     |     |     |     |     |     | DNF | 2   | 2   |     |     |     |     |     |     |     |     |     | 16     |
| Nicht in der Fahrerwertung berücksichtigt |                      |     |     |     |     |     |     |     |     |     |     |     |     |     |     |     |     |     |     |     |     |     |     |     |     |        |
| NC                                        | Yevan David          |     |     |     |     |     |     |     |     |     |     |     |     |     |     |     |     |     |     |     |     |     | 1   | 1   | 1   | –      |
| Pos.                                      | Fahrer               | R1  | R2  | R3  | R1  | R2  | R3  | R1  | R2  | R3  | R1  | R2  | R3  | R1  | R2  | R3  | R1  | R2  | R3  | R1  | R2  | R3  | R1  | R2  | R3  | Punkte |
| Pos.                                      | Fahrer               | ALG | ALG | ALG | HOC | HOC | HOC | SPA | SPA | SPA | HUN | HUN | HUN | LEC | LEC | LEC | RBR | RBR | RBR | CAT | CAT | CAT | MNZ | MNZ | MNZ | Punkte |

| Legende       | Legende                        | Legende                                                              |
| Farbe         | Abkürzung                      | Bedeutung                                                            |
| ------------- | ------------------------------ | -------------------------------------------------------------------- |
| Gold          | –                              | Sieg                                                                 |
| Silber        | –                              | 2. Platz                                                             |
| Bronze        | –                              | 3. Platz                                                             |
| Grün          | –                              | 4. bis 10. Platz                                                     |
| Hellblau      | –                              | 10. Platz aufwärts (punktberechtigt)                                 |
| Blau          | –                              | Klassifiziert außerhalb der Punkteränge                              |
| Dunkelblau    | –                              | Klassifiziert innerhalb der Punkteränge aber keine Punktberechtigung |
| Violett       | DNF                            | Rennen nicht beendet (did not finish)                                |
| Violett       | NC                             | nicht klassifiziert (not classified)                                 |
| Rot           | DNQ                            | nicht qualifiziert (did not qualify)                                 |
| Rot           | DNPQ                           | in Vorqualifikation gescheitert (did not pre-qualify)                |
| Schwarz       | DSQ                            | disqualifiziert (disqualified)                                       |
| Weiß          | DNS                            | nicht am Start (did not start)                                       |
| Weiß          | WD                             | zurückgezogen (withdrawn)                                            |
| ohne          | PO                             | nur am Training teilgenommen (practiced only)                        |
| ohne          | DNP                            | nicht am Training teilgenommen (did not practice)                    |
| ohne          | INJ                            | verletzt oder krank (injured)                                        |
| ohne          | EX                             | ausgeschlossen (excluded)                                            |
| ohne          | DNA                            | nicht erschienen (did not arrive)                                    |
| ohne          | C                              | Rennen abgesagt (cancelled)                                          |
| ohne          | keine Teilnahme                |                                                                      |
| sonstige      | P/fett                         | Pole-Position                                                        |
| sonstige      | SR/kursiv                      | Schnellste Rennrunde                                                 |
| sonstige      | Q                              | Extrapunkte für Pole-Position                                        |
| sonstige      | X                              | Extrapunkte für gewonnene Positionen                                 |
| sonstige      | *                              | nicht im Ziel, aufgrund der zurückgelegten Distanz aber gewertet     |
| sonstige      | ()                             | Streichresultate                                                     |
| unterstrichen | Führender in der Gesamtwertung |                                                                      |

### Teamwertung
| Pos. | Team          | ALG | ALG | ALG | HOC | HOC | HOC | SPA | SPA | SPA | HUN | HUN | HUN | LEC | LEC | LEC | RBR | RBR | RBR | CAT | CAT | CAT | MNZ | MNZ | MNZ | Punkte |
| Pos. | Team          | R1  | R2  | R3  | R1  | R2  | R3  | R1  | R2  | R3  | R1  | R2  | R3  | R1  | R2  | R3  | R1  | R2  | R3  | R1  | R2  | R3  | R1  | R2  | R3  | Punkte |
| ---- | ------------- | --- | --- | --- | --- | --- | --- | --- | --- | --- | --- | --- | --- | --- | --- | --- | --- | --- | --- | --- | --- | --- | --- | --- | --- | ------ |
| 1    | Team Motopark | 2   | 1   | 1   | 1   | 2   | 1   | 1   | 1   | 1   | 1   | 2   | 2   | 1   | 1   | 1   | 1   | 1   | 1   | 1   | 2   | 1   | 3   | 1   | 2   | 406    |
| 1    | Team Motopark | 3   | 2   | 2   | 2   | 3   | 3   | 2   | 2   | 2   | 2   | 3   | 3   | 2   | 2   | 2   | 2   | 2   | 2   | 2   | 3   | 2   | 4   | 2   | 3   | 406    |
| 2    | BVM Racing    | 1   | 3   | 3   | 6   | 1   | 2   | 4   | 5   | DNS | 6   | 1   | 1   | 5   | 3   | 4   | 4   | 3   | 3   | 5   | 1   | 6   | 2   | DNF | 5   | 123    |
| 3    | NV Racing     | WD  | WD  | WD  | DNF | 7   | DNS | 8   | 7   | DNS | WD  | WD  | WD  | 6   | DNF | DNS | DNF | DNS | DNS | WD  | WD  | WD  | WD  | WD  | WD  | 0      |
| 4    | STKMelnik     |     |     |     |     |     |     |     |     |     |     |     |     |     |     |     | WD  | WD  | WD  |     |     |     | 7   | 7   | 6   | 0      |
| Pos. | Team          | R1  | R2  | R3  | R1  | R2  | R3  | R1  | R2  | R3  | R1  | R2  | R3  | R1  | R2  | R3  | R1  | R2  | R3  | R1  | R2  | R3  | R1  | R2  | R3  | Punkte |
| Pos. | Team          | ALG | ALG | ALG | HOC | HOC | HOC | SPA | SPA | SPA | HUN | HUN | HUN | LEC | LEC | LEC | RBR | RBR | RBR | CAT | CAT | CAT | MNZ | MNZ | MNZ | Punkte |

| Legende       | Legende                        | Legende                                                              |
| Farbe         | Abkürzung                      | Bedeutung                                                            |
| ------------- | ------------------------------ | -------------------------------------------------------------------- |
| Gold          | –                              | Sieg                                                                 |
| Silber        | –                              | 2. Platz                                                             |
| Bronze        | –                              | 3. Platz                                                             |
| Grün          | –                              | 4. bis 10. Platz                                                     |
| Hellblau      | –                              | 10. Platz aufwärts (punktberechtigt)                                 |
| Blau          | –                              | Klassifiziert außerhalb der Punkteränge                              |
| Dunkelblau    | –                              | Klassifiziert innerhalb der Punkteränge aber keine Punktberechtigung |
| Violett       | DNF                            | Rennen nicht beendet (did not finish)                                |
| Violett       | NC                             | nicht klassifiziert (not classified)                                 |
| Rot           | DNQ                            | nicht qualifiziert (did not qualify)                                 |
| Rot           | DNPQ                           | in Vorqualifikation gescheitert (did not pre-qualify)                |
| Schwarz       | DSQ                            | disqualifiziert (disqualified)                                       |
| Weiß          | DNS                            | nicht am Start (did not start)                                       |
| Weiß          | WD                             | zurückgezogen (withdrawn)                                            |
| ohne          | PO                             | nur am Training teilgenommen (practiced only)                        |
| ohne          | DNP                            | nicht am Training teilgenommen (did not practice)                    |
| ohne          | INJ                            | verletzt oder krank (injured)                                        |
| ohne          | EX                             | ausgeschlossen (excluded)                                            |
| ohne          | DNA                            | nicht erschienen (did not arrive)                                    |
| ohne          | C                              | Rennen abgesagt (cancelled)                                          |
| ohne          | keine Teilnahme                |                                                                      |
| sonstige      | P/fett                         | Pole-Position                                                        |
| sonstige      | SR/kursiv                      | Schnellste Rennrunde                                                 |
| sonstige      | Q                              | Extrapunkte für Pole-Position                                        |
| sonstige      | X                              | Extrapunkte für gewonnene Positionen                                 |
| sonstige      | *                              | nicht im Ziel, aufgrund der zurückgelegten Distanz aber gewertet     |
| sonstige      | ()                             | Streichresultate                                                     |
| unterstrichen | Führender in der Gesamtwertung |                                                                      |